# Ōnakatomi no Yoshinobu
Ōnakatomi no Yoshinobu (大中臣 能宣, né en 921, mort en 991), aussi Ōnakatomi no Yoshinobu Ason (大中臣能宣朝臣) est un poète de waka du milieu de l'époque de Heian, membre de la noblesse japonaise. Sa petite-fille est la célèbre poète Ise no Taiu de la fin de cette époque de Heian. Il fait partie des trente-six grands poètes et un de ses poèmes est inclus dans le fameux Hyakunin isshu. La paternité de ce poème a cependant été contestée.

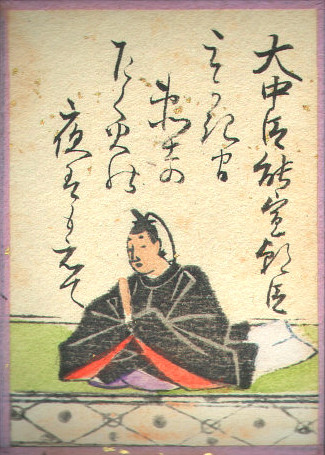
Ōnakatomi no Yoshinobu, dans Ogura Hyakunin Isshu.

En tant que membre du Nashitsubo no gonin (梨壺の五人), Yoshinobu participe à la compilation du Gosen Wakashū. Il réunit également des lectures kundoku (訓読) de textes issus du Man'yōshū.
Les poèmes de Ōnakatomi no Yoshinobu sont inclus dans plusieurs anthologies officielles de poésie dont le Shūi Wakashū. Une collection personnelle connue sous le nom Yoshinobushū (能宣集) nous est aussi parvenue. 